# 1981 في جمهورية أيرلندا
فيما يلي قوائم الأحداث التي وقعت خلال عام 1981 في جمهورية أيرلندا.

## سياسة

### تعيين في المنصب
- 30 يونيو – آلان الدوقات وزير الزراعة والغذاء والملاحة [الإنجليزية]‏، نائب دييل.
- 30 يونيو – ألبرت رينولدز نائب دييل.
- 30 يونيو – إندا كيني نائب دييل.
- 30 يونيو – بادريج فولكنر نائب دييل.
- 30 يونيو – بيرتي أهرن نائب دييل.
- 30 يونيو – تشارلز هوهي نائب دييل.
- 30 يونيو – توماس فيتزباتريك نائب دييل، Minister for the Environment, Climate and Communications [الإنجليزية]‏.
- 30 يونيو – جاريت فيتزجيرالد نائب دييل، تاوسيتش.
- 30 يونيو – جون أوكونيل نائب دييل.
- 30 يونيو – جون بروتون نائب دييل، وزير المالية [الإنجليزية]‏.
- 30 يونيو – شون تريسي نائب دييل.
- 30 يونيو – شيموس باتيسون نائب دييل.
- 30 يونيو – ماري هارني نائب دييل.
- 30 يونيو – مايكل أوليري نائب دييل، تانيست.
- 30 يونيو – مايكل دانييل هيجينز نائب دييل.
- 30 يونيو – مايكل سميث نائب دييل.

### انتهاء فترة المنصب
- 21 مايو – ألبرت رينولدز نائب دييل،Minister for Posts and Telegraphs [الإنجليزية]‏، وزير النقل والسياحة والرياضة [الإنجليزية]‏.
- 21 مايو – إندا كيني نائب دييل.
- 21 مايو – بادريج فولكنر نائب دييل.
- 21 مايو – بيرتي أهرن نائب دييل.
- 21 مايو – تشارلز هوهي نائب دييل،تاوسيتش.
- 21 مايو – توماس فيتزباتريك نائب دييل.
- 21 مايو – جاريت فيتزجيرالد نائب دييل.
- 21 مايو – جاك لينش نائب دييل.
- 21 مايو – جون أوكونيل نائب دييل.
- 21 مايو – جون بروتون نائب دييل.
- 21 مايو – سيل دي فاليرا نائب دييل.
- 21 مايو – شون تريسي نائب دييل.
- 21 مايو – شيموس باتيسون نائب دييل.
- 21 مايو – مايكل أوليري نائب دييل.
- 21 مايو – مايكل سميث نائب دييل.
- 21 مايو – مايكل كينيدي نائب دييل.
- 1 يونيو – ماري هارني عضو مجلس الشيوخ من أيرلندا.

## مواليد

### يناير
- 1 يناير – جوناس أرمسترونغ ممثل إنجليزي.

### فبراير
- 13 فبراير – ليام ميلر لاعب كرة قدم أيرلندي.

### أبريل
- 25 أبريل – توماس باتلر لاعب كرة قدم أيرلندي.
- 30 أبريل – جون أوشي لاعب كرة قدم أيرلندي.

### مايو
- 28 مايو – ديرفال أورورك منافِسة أوليمبية أيرلندية.

### يوليو
- 8 يوليو – هنري كويل ملاكم أيرلندي.
- 20 يوليو – داميان ديلاني لاعب كرة قدم أيرلندي.
- 25 يوليو – فين بالور مصارع محترف أيرلندي.

### أغسطس
- 1 أغسطس – ستيفن هنت لاعب كرة قدم أيرلندي.
- 21 أغسطس – جو ميرفي لاعب كرة قدم أيرلندي.

### سبتمبر
- 30 سبتمبر – سيسيليا أهيرن روائية أيرلندية.

### أكتوبر
- 4 أكتوبر – ألان بينت لاعب كرة قدم أيرلندي.
- 17 أكتوبر – ستيفن غراي لاعب كرة قدم أيرلندي.

### نوفمبر
- 22 نوفمبر – جوناثان دوغلاس لاعب كرة قدم أيرلندي.

## وفيات

### يناير
- 16 يناير – برنارد لي (مواليد 1908) ممثل إنجليزي.